# 톈진 지하철 9호선
톈진 지하철 9호선(중국어: 天津地铁9号线) 또는 진빈 경궤(津滨轻轨)은 중국 톈진에 있는 도시 철도 노선으로, 톈진 빈하이 쾌속교통발전유한공사에서 운영한다. 2004년 3월 28일에 개통되었으며, 현재 연장이 완료되어 52.8 km에 이르며 19개의 역이 있으며 인근의 빈하이 구와 톈진 도시를 연결한다.
양방향으로 모두 한 시간 정도 소요된다. 노선중 긴 구간은 진탕 고속공로와 평행하게 뻗어 있다.
열차는 시속 100 km까지 이동할 수 있다. 선로를 따라 잇는 4개의 교량 중 1번과 4번 교량은 더 길고 자갈없는 콘크리트 도상이다.2번과 3번 교량은 자갈 도상 궤도이다. 광화 로(둥싱루 역과 중산먼 역 사이)에서 바바오까지 길이 1 km (총 길이 25.8 km)는 중국의 도시철도용으로 사용되는 가장 긴 교량이다.
2012년 10월 15일 톈진역 행 9호선이 개통되어, 도심의 지하철 네트워크와 연결되어 승객들이 2호선·3호선으로 갈아탈 수 있게 되었다.
전체 노선의 열차 운행은 2015년 8월 13일 대규모 폭발의 영향으로 일시 중지되었다. 둥하이루 역에서 1 km도 채 되지 않은 곳에서 폭발했으므로, 역의 지붕이 무너졌고 인근의 통제 센터도 파괴되었다. 이 노선은 12월 16일 톈진 역에서 강관공사까지 구간의 운행을 재개했다.

## 역사
- 2001년 5월 18일 : 9호선 착공
- 2003년 9월 30일 : 9호선 완공
- 2004년 3월 28일 : 시운전이 시작되고, 6개의 역(중산먼, 둥리 개발구, 강관공사, 양훠스창, 둥팅루, 둥하이루) 간의 정식 운행 개시. 요금은 30 km 이하는 3 위안  30 km를 넘는 경우 5 위안이다. 첫차는 07:00에 출발하고, 막차는 19:00에 출발한다. 후자위안 역은 BMT 직원에게만 제공되는 특수역이며 TEDA 축구장 근처의 회의 전시 센터 역은 축구 경기 및 기타 특별 행사가 열렸을 때만 개방된다.
- 2004년 5월 25일 : 이하오차오 역 정식개장
- 2004년 9월 13일 : 열차 운행 시간을 06:30 - 19:00까지 연장
- 2004년 10월 18일 - 시민광장 역 정식개장
- 2005년 5월 27일 : 회의 전시 센터 역이 통상 시간대에도 개장 시작.
- 2005년 4월 28일 : 얼하오차오 역 개방과 함께 이하오차오 역 폐쇄. 승차권 자동 판매기 및 점검 시스템이 사용되기 시작. 승차권 요금은 이용 거리에 따라 2, 3, 4, 5, 6 위안으로 변경. 운행 시간을 06:30 - 20:00까지 연장.
- 2005년 말 또는 2006년 초 : 양훠스창 역을 탕구 역으로, 둥팅루 역을 타이다 역으로 역명 변경.
- 2006년 3월 1일 : 이하오차오 역 재개장, 신리, 샤오둥좡, 준량청, 후자위안 역 개장으로 건설된 14개 역 전면 개장.
- 2006년 3월 28일 : 오전 11시부터 자동 열차 운전 장치가 도입되었다. 중산먼에서 둥하이루까지의 총 소요 시간이 49분에서 47.5분으로 감소한다.
- 2006년 5월 1일 : 운행 시간을 06:30 - 21:00까지 연장.
- 2010년 5월 1일 : 스이징루 - 중산먼 구간 개통.
- 2015년 8월 12일 : 2015년 톈진 폭발 사고로 심각한 피해가 발생하여, 모든 작업이 일시 중단.
- 2015년 12월 16일 : 톈진 역 - 강관공사 구간 운행 재개. 운행 시간은 06:00 - 22:30.[4]
- 2016년초 : 강관공사 - 시민광장 구간 운행 재개.
- 2016년 12월 31일 : 시민광장 - 둥하이루 구간 운행 재개로, 9호선 전 구간 운행 재개.

## 개통 연혁
| 구간                | 개통일자         | 길이           | 역수 | 비고             |
| ------------------- | ---------------- | -------------- | ---- | ---------------- |
| 중산먼 — 둥하이루   | 2004년 3월 28일  | 45.409 km      | 9    | 1단계            |
| 이하오차오          | 2004년 5월 25일  | 추가역         | 1    |                  |
| 시민광장            | 2004년 10월 18일 | 추가역         | 1    |                  |
| 회의 전시 센터      | 2005년 3월 27일  | 추가역         | 1    |                  |
| 얼하오차오          | 2005년 4월 28일  | 추가역         | 1    |                  |
| 후자위안            | 2006년 6월 1일   | 추가역         | 1    |                  |
| 스이징루 — 중산먼   | 2011년 5월 1일   | 6.151 km       | 3    | 2단계 (1차 구간) |
| 톈진 — 스이징루     | 2012년 10월 15일 | 1.2 km         | 2    | 2단계 (2차 구간) |
| 강관공사 — 둥하이루 | 2015년 8월 12일  | 운행 일시 중단 | -6   | 재건 사업        |
| 강관공사 — 시민광장 | 2015년 12월 16일 | 운행 재개      | 5    | 재건 사업        |
| 시민광장 — 둥하이루 | 2016년 6월 27일  | 운행 재개      | 1    | 재건 사업        |
| 장구이좡, 타이후루  | 2016년 12월 31일 | 추가역         | 2    |                  |

## 역 목록
| 역명           | 중국어     | 영어                             | 접속 노선 | 역간 거리 km | 누적 거리 km | 소재지      |
| -------------- | ---------- | -------------------------------- | --------- | ------------ | ------------ | ----------- |
|                |            |                                  |           |              |              |             |
| 톈진 역        | 天津站     | Tianjin Railway Station          | 2 3       | 0.00         | 0.00         | 허둥 구     |
| 다왕좡         | 大王庄     | Dawangzhuang                     |           | 1.40         | 1.40         | 허둥 구     |
| 스이징루       | 十一经路   | Shiyijing Road                   |           | 0.74         | 2.14         | 허둥 구     |
| 즈구           | 直沽       | Zhigu                            |           | 1.54         | 3.68         | 허둥 구     |
| 둥싱루         | 东兴路     | Dongxing Road                    |           | 1.08         | 4.76         | 허둥 구     |
| 중산먼         | 中山门     | Zhongshanmen                     |           | 2.02         | 6.78         | 허둥 구     |
| 이하오차오     | 一号桥     | Yihaoqiao                        |           | 1.73         | 8.51         | 허둥 구     |
| 얼하오차오     | 二号桥     | Erhaoqiao                        |           | 0.90         | 9.41         | 허둥 구     |
| 장구이좡       | 张贵庄     | Zhangguizhuang                   |           | 1.32         | 10.73        | 둥리 구     |
| 신리           | 新立       | Xinli                            |           | 2.51         | 13.24        | 둥리 구     |
| 둥리 개발구    | 东丽开发区 | Dongli Economic Development Area |           | 1.98         | 15.22        | 둥리 구     |
| 샤오둥좡       | 小东庄     | Xiaodongzhuang                   |           | 4.32         | 19.54        | 둥리 구     |
| 준량청         | 军粮城     | Junliangcheng                    |           | 4.92         | 24.46        | 둥리 구     |
| 강관공사       | 钢管公司   | Tianjin Pipe Corp                |           | 4.25         | 28.71        | 둥리 구     |
| 중시춘         | 中西村     | Zhongxicun                       |           | 3.13         | 31.84        | 빈하이 신구 |
| 후자위안       | 胡家园     | Hujiayuan                        |           | 6.16         | 38.00        | 빈하이 신구 |
| 탕구           | 塘沽       | Tanggu                           |           | 4.81         | 42.81        | 빈하이 신구 |
| 타이다         | 泰达       | TEDA                             | TEDA      | 1.64         | 44.45        | 빈하이 신구 |
| 시민광장       | 市民广场   | Citizen Plaza                    |           | 2.21         | 46.66        | 빈하이 신구 |
| 타이후루       | 太湖路     | Taihu Road                       |           | 2.18         | 48.84        | 빈하이 신구 |
| 회의 전시 센터 | 会展中心站 | Convention and Exhibition Center |           | 1.35         | 50.19        | 빈하이 신구 |
| 둥하이루       | 东海路     | Donghai Road                     |           | 1.31         | 51.50        | 빈하이 신구 |
|                |            |                                  |           |              |              |             |

## 철도 차량
톈진 지하철 9호선의 차량은 창춘 궤도객차(长春轨道客车)에서 생산되는 DKZ7형 객차를 이용하고 있다. 전차선으로 전력을 공급 받으며, 설계 최고 시속은 시속 100km이다. 중산먼에서 둥하이루 구간의 소요 시간은 46분, 둥하이루에서 스이징루 구간의 소요 시간은 56분이다. 차량은 4량 편성으로, 정원 800명을 수용할 수 있으며, 총 38대 열차로, 총 152량의 객차를 운행한다. 열차 번호는 BMT101~138까지이다.